# Гудмунд Конгсхавн
Гудмунн Таксдаль Конгсгавн (норв. Gudmund Taksdal Kongshavn, нар. 23 січня 1991, Осло) — норвезький футболіст, воротар клубу «Тромсдален».
Виступав, зокрема, за клуби «Волеренга» та «Тромсе», а також юнацьку збірну Норвегії.

## Клубна кар'єра
Конгсхавн народився в Осло, але переїхав із сім'єю до Бергена, будучи маленькою дитиною, де став займатись футболом у місцевому клубі «Варегг», перш ніж приєднатися до молодіжної команди «Волеренги» перед сезоном 2008 року. Він дебютував у норвезькій Тіппелізі 26 липня 2009 року в грі проти «Одд Гренланда» (0:3), незважаючи на те, що на той час ще не був частиною старшої команди. В підсумку Гудмунду так і не вдалося стати основним воротарем рідного клубу, взявши участь у 32 матчах чемпіонату, тому протягом другої половини 2014 року він на правах оренди захищав кольори клубу «Сарпсборг 08».
Перед сезоном 2015 року Конгсхавн підписав контракт з «Тромсе», де поступово закріпився і з 2017 року був основним голкіпером команди.
У сезоні 2020 року Конгсхавн захищав кольори «Олесунна», але не зумів врятувати команди від вильоту, після чого у лютому 2021 року він підписав контракт із клубом румунської Ліги I «Динамо» (Бухарест). У новій команді був дублером Міхая Ешану, зігравши лише 5 ігор у чемпіонат і одну у кубку, тому покинув румунів по завершенні сезону.
У червні 2021 року Конгсхавн вирішив завершити кар'єру, щоб провести час із родиною та працювати в організації MOT, однак 12 серпня 2022 року він повернувся до футболу, підписавши контракт з  норвезьким клубом нижчої ліги «Тромсдален».

## Виступи за збірні
2009 року дебютував у складі юнацької збірної Норвегії (U-18), загалом на юнацькому рівні взяв участь у 3 іграх.
Залучався до складу молодіжної збірної Норвегії, з якою був учасником молодіжного чемпіонату Європи 2013 року в Ізраїлі, де його команда дійшла до півфіналу, втім так жодної гри за цю команду і не провів.

## Статистика виступів

### Статистика клубних виступів
| Сезон                 | Клуб                  | Чемпіонат             | Чемпіонат | Чемпіонат | Національний кубок | Національний кубок | Національний кубок | Континентальні кубки | Континентальні кубки | Континентальні кубки | Суперкубки | Суперкубки | Суперкубки | Усього | Усього |
| Сезон                 | Клуб                  | Ліга                  | Ігор      | Голів     | Ліга               | Ігор               | Голів              | Ліга                 | Ігор                 | Голів                | Ліга       | Ігор       | Голів      | Ігор   | Голів  |
| --------------------- | --------------------- | --------------------- | --------- | --------- | ------------------ | ------------------ | ------------------ | -------------------- | -------------------- | -------------------- | ---------- | ---------- | ---------- | ------ | ------ |
| 2009                  | «Волеренга»           | ЕС                    | 1         | -3        | КН                 | 0                  | 0                  | ЛЄ                   | 0                    | 0                    | -          | -          | -          | 1      | -3     |
| 2010                  | «Волеренга»           | ЕС                    | 0         | 0         | КН                 | 0                  | 0                  | -                    | -                    | -                    | -          | -          | -          | 0      | 0      |
| 2011                  | «Волеренга»           | ЕС                    | 0         | 0         | КН                 | 1                  | -1                 | ЛЄ                   | 0                    | 0                    | -          | -          | -          | 1      | -1     |
| 2012                  | «Волеренга»           | ЕС                    | 4         | -7        | КН                 | 0                  | 0                  | -                    | -                    | -                    | -          | -          | -          | 4      | -7     |
| 2013                  | «Волеренга»           | ЕС                    | 25        | -43       | КН                 | 3                  | -5                 | -                    | -                    | -                    | -          | -          | -          | 28     | -48    |
| січ.-серп. 2014       | «Волеренга»           | ЕС                    | 2         | -3        | КН                 | 1                  | -1                 | -                    | -                    | -                    | -          | -          | -          | 3      | -4     |
| Усього за «Волеренга» | Усього за «Волеренга» | Усього за «Волеренга» | 32        | -56       |                    | 5                  | -7                 |                      | 0                    | 0                    |            | -          | -          | 37     | -63    |
| серп.-груд. 2014      | «Сарпсборг 08»        | ЕС                    | 7         | -8        | КН                 | 2                  | -5                 | -                    | -                    | -                    | -          | -          | -          | 9      | -13    |
| 2015                  | «Тромсе»              | ЕС                    | 3         | -9        | КН                 | 0                  | 0                  | -                    | -                    | -                    | -          | -          | -          | 3      | -9     |
| 2016                  | «Тромсе»              | ЕС                    | 14        | -21       | КН                 | 1                  | 0                  | -                    | -                    | -                    | -          | -          | -          | 15     | -21    |
| 2017                  | «Тромсе»              | ЕС                    | 25        | -38       | КН                 | 1                  | -1                 | -                    | -                    | -                    | -          | -          | -          | 26     | -39    |
| 2018                  | «Тромсе»              | ЕС                    | 25        | -41       | КН                 | 0                  | 0                  | -                    | -                    | -                    | -          | -          | -          | 25     | -41    |
| 2019                  | «Тромсе»              | ЕС                    | 16        | -33       | КН                 | 1                  | -1                 | -                    | -                    | -                    | -          | -          | -          | 17     | -34    |
| Усього за «Тромсе»    | Усього за «Тромсе»    | Усього за «Тромсе»    | 83        | -142      |                    | 3                  | -2                 |                      | -                    | -                    |            | -          | -          | 86     | -144   |
| 2020                  | «Олесунн»             | ЕС                    | 14        | -39       | -                  | -                  | -                  | -                    | -                    | -                    | -          | -          | -          | 14     | -39    |
| січ.-черв. 2021       | «Динамо» (Бухарест)   | ЛІ                    | 5         | -9        | КІ                 | 1                  | -1                 | -                    | -                    | -                    | -          | -          | -          | 6      | -10    |
| серп.-груд. 2022      | «Тромсдален»          | 2Д (ІІІ)              | 0         | 0         | КН                 | 0                  | 0                  | -                    | -                    | -                    | -          | -          | -          | 0      | 0      |
| Усього за кар'єру     | Усього за кар'єру     | Усього за кар'єру     | 141       | -254      |                    | 11                 | -15                |                      | 0                    | 0                    |            | -          | -          | 152    | -269   |